# Filmauro
La Filmauro S.r.l. o FilmAuro è un'azienda italiana fondata da Luigi De Laurentiis e dal figlio Aurelio nel 1975 come Auro Cinematografica, che opera nel settore della produzione e della distribuzione cinematografica e dell'home video, oltre ad avere il controllo delle società di calcio del Napoli e del Bari.
Alla morte di Luigi De Laurentiis, la presidenza del gruppo è passata al figlio Aurelio.
La Filmauro conta inoltre anche un circuito di sei sale cinematografiche distribuite in tutto il territorio della città di Roma (Antares, Doria,  Savoy, Trianon).
Dall'estate del 2004, la Filmauro è proprietaria della squadra sportiva del Napoli. Il 31 luglio 2018 rileva anche il nuovo titolo sportivo del Bari.

## Filmografia

### Film prodotti
- Paolo Barca, maestro elementare, praticamente nudista, regia di Flavio Mogherini (1975)
- Un borghese piccolo piccolo, regia di Mario Monicelli (1977)
- Io ho paura, regia di Damiano Damiani (1977)
- La mazzetta, regia di Sergio Corbucci (1978)
- Il corpo della ragassa, regia di Pasquale Festa Campanile (1979)
- Qua la mano, regia di Pasquale Festa Campanile (1980)
- Il lupo e l'agnello, regia di Francesco Massaro (1980)
- Manolesta, regia di Pasquale Festa Campanile (1981)
- Camera d'albergo, regia di Mario Monicelli (1981)
- Nessuno è perfetto, regia di Pasquale Festa Campanile (1981)
- Culo e camicia, regia di Pasquale Festa Campanile (1981)
- Più bello di così si muore, regia di Pasquale Festa Campanile (1982)
- Amici miei - Atto IIº, regia di Mario Monicelli (1982)
- Testa o croce, regia di Nanni Loy (1982)
- Vacanze di Natale, regia di Carlo Vanzina (1983)
- Il petomane, regia di Pasquale Festa Campanile (1983)
- Bertoldo, Bertoldino e Cacasenno, regia di Mario Monicelli (1984)
- Amici miei - Atto III°, regia di Nanni Loy (1985)
- Maccheroni, regia di Ettore Scola (1985)
- Yuppies - I giovani di successo, regia di Carlo Vanzina (1986)
- Yuppies 2, regia di Enrico Oldoini (1986)
- Montecarlo Gran Casinò, regia di Carlo Vanzina (1987)
- Capriccio, regia di Tinto Brass (1987)
- Codice privato, regia di Francesco Maselli (1988)
- Leviathan, regia di George Pan Cosmatos (1989)
- Ragazzi fuori, regia di Marco Risi (1990)
- Vacanze di Natale '90, regia di Enrico Oldoini (1990)
- Donne con le gonne, regia di Francesco Nuti (1991)
- Dove comincia la notte, regia di Maurizio Zaccaro (1991)
- Ultrà, regia di Ricky Tognazzi (1991)
- Vacanze di Natale '91, regia di Enrico Oldoini (1991)
- Assolto per aver commesso il fatto, regia di Alberto Sordi (1992)
- Sognando la California, regia di Carlo Vanzina (1992)
- Fratelli e sorelle, regia di Pupi Avati (1992)
- Anni 90, regia di Enrico Oldoini (1992)
- Luna di fiele, regia di Roman Polański (1992)
- Anni 90 - Parte II, regia di Enrico Oldoini (1993)
- Per amore, solo per amore, regia di Giovanni Veronesi (1993)
- Uova d'oro, regia di Juan José Bigas Luna (1993)
- Dichiarazioni d'amore, regia di Pupi Avati (1994)
- L'amico d'infanzia, regia di Pupi Avati (1994)
- S.P.Q.R. 2000 e 1/2 anni fa, regia di Carlo Vanzina (1994)
- Vacanze di Natale '95, regia di Neri Parenti (1995)
- I buchi neri, regia di Pappi Corsicato (1995)
- Uomini uomini uomini, regia di Christian De Sica (1995)
- Silenzio... si nasce, regia di Giovanni Veronesi (1996)
- L'arcano incantatore, regia di Pupi Avati (1996)
- Va' dove ti porta il cuore, regia di Cristina Comencini (1996)
- Festival, regia di Pupi Avati (1996)
- A spasso nel tempo, regia di Carlo Vanzina (1996)
- A spasso nel tempo - L'avventura continua, regia di Carlo Vanzina (1997)
- Il testimone dello sposo, regia di Pupi Avati (1997)
- Coppia omicida, regia di Claudio Fragasso (1998)
- Cucciolo, regia di Neri Parenti (1998)
- Paparazzi, regia di Neri Parenti (1998)
- L'odore della notte, regia di Claudio Caligari (1998)
- Matrimoni, regia di Cristina Comencini (1998)
- Incontri proibiti, regia di Alberto Sordi (1998)
- Il cielo in una stanza, regia di Carlo Vanzina (1999)
- Tifosi, regia di Neri Parenti (1999)
- Vacanze di Natale 2000, regia di Carlo Vanzina (1999)
- Body Guards - Guardie del corpo, regia di Neri Parenti (2000)
- Amici ahrarara, regia di Franco Amurri (2001)
- Merry Christmas, regia di Neri Parenti (2001)
- Il nostro matrimonio è in crisi, regia di Antonio Albanese (2002)
- Natale sul Nilo, regia di Neri Parenti (2002)
- Natale in India, regia di Neri Parenti (2003)
- Le barzellette, regia di Carlo Vanzina (2004)
- Christmas in Love, regia di Neri Parenti (2004)
- Che ne sarà di noi, regia di Giovanni Veronesi (2004)
- Tutto in quella notte, regia di Franco Bertini (2004)
- Natale a Miami, regia di Neri Parenti (2005)
- Manuale d'amore, regia di Giovanni Veronesi (2005)
- Il mio miglior nemico, regia di Carlo Verdone (2006)
- Natale a New York, regia di Neri Parenti (2006)
- Manuale d'amore 2 - Capitoli successivi, regia di Giovanni Veronesi (2007)
- Parlami di me, regia di Marco Mattolini (2007)
- Natale in crociera, regia di Neri Parenti (2007)
- Natale a Rio, regia di Neri Parenti (2008)
- Grande, grosso e... Verdone, regia di Carlo Verdone (2008)
- Italians, regia di Giovanni Veronesi (2009)
- Natale a Beverly Hills, regia di Neri Parenti (2009)
- Latta e café, regia di Antonello Matarazzo (2009)
- Genitori & figli - Agitare bene prima dell'uso, regia di Giovanni Veronesi (2010)
- Natale in Sudafrica, regia di Neri Parenti (2010)
- Manuale d'amore 3, regia di Giovanni Veronesi (2011)
- Vacanze di Natale a Cortina, regia di Neri Parenti (2011)
- Amici miei - come tutto ebbe inizio, regia di Neri Parenti (2011)
- Posti in piedi in paradiso, regia di Carlo Verdone (2012)
- Colpi di fulmine, regia di Neri Parenti (2012)
- Colpi di fortuna, regia di Neri Parenti (2013)
- Il terzo tempo, regia di Enrico Maria Artale (2013)
- Sotto una buona stella, regia di Carlo Verdone (2014)
- Un Natale stupefacente, regia di Volfango De Biasi (2014)
- Natale col boss, regia di Volfango De Biasi (2015)
- L'abbiamo fatta grossa, regia di Carlo Verdone (2016)
- Natale a Londra - Dio salvi la regina, regia di Volfango De Biasi (2016)
- Super vacanze di Natale, regia di Paolo Ruffini (2017)
- Benedetta follia, regia di Carlo Verdone (2018)
- Si vive una volta sola, regia di Carlo Verdone (2021)
- Vita da Carlo, regia di Carlo Verdone, Arnaldo Catinari e Valerio Vestoso - serie TV (2021-2024)
- Sarò con te, regia di Andrea Bosello (2024)

### Film distribuiti
- L'anno del dragone, regia di Michael Cimino (1985)
- Velluto blu, regia di David Lynch (1986)
- Le Grand Bleu, regia di Luc Besson (1988)
- Drugstore Cowboy, regia di Gus Van Sant (1989)
- Cuore selvaggio, regia di David Lynch (1990)
- Fuoco, neve e dinamite, regia di Willy Bogner (1990)
- Tartarughe Ninja alla riscossa, regia di Steve Barron (1990)
- Highlander II - Il ritorno, regia di Russell Mulcahy (1991)
- Tacchi a spillo, regia di Pedro Almodóvar (1991)
- Barton Fink - È successo a Hollywood, regia di Joel ed Ethan Coen (1991)
- Forza d'urto, regia di Craig R. Baxley (1991)
- Eddy e la banda del sole luminoso, regia di Don Bluth (1991)
- Prosciutto prosciutto, regia di Juan José Bigas Luna (1992)
- Scacco mortale, regia di Carl Schenkel (1992)
- L'armata delle tenebre, regia di Sam Raimi (1992)
- L'ombra del lupo (Shadow of the Wolf), regia di Jacques Dorfmann e Pierre Magny (1992)
- I visitatori, regia di Jean-Marie Poiré (1993)
- Kika, regia di Pedro Almodóvar (1993)
- Io e Veronica, regia di Don Scardino (1993)
- Uova d'oro, regia di Bigas Luna (1993)
- Stalingrad, regia di Joseph Vilsmaier (1993)
- Azione mutante, regia di Álex de la Iglesia (1993)
- Il figlio della Pantera Rosa (insieme a MGM e United Artists), regia di Blake Edwards (1993)
- Léon, regia di Luc Besson (1994)
- Amateur, regia di Hal Hartley (1994)
- Il mostro, regia di Roberto Benigni (1994)
- Highlander 3, regia di Andrew Morahan (1994)
- 9 mesi (Neuf Mois), regia di Patrick Braoude' (1994)
- Lo zio di Brooklyn, regia di Ciprì e Maresco (1995)
- Dracula morto e contento, regia di Mel Brooks (1995)
- Un ragazzo alla corte di re Artù, regia di Michael Gottlieb (1995)
- Conflitti del cuore, regia di Robert Harling (1996)
- Crash, regia di David Cronenberg (1996)
- Le affinità elettive, regia di Paolo e Vittori Taviani (1996)
- Il quinto elemento, regia di Luc Besson (1997)
- Il bagno turco, regia di Ferzan Özpetek (1997)
- L'apostolo, regia di Robert Duvall (1997)
- Comedian Harmonists, regia di Joseph Vilsmaier (1997)
- Niagara, Niagara, regia di Bob Gosse (1997)
- Face, regia di Antonia Bird (1997)
- L'impostore, regia di Jonas Pate (1997)
- Niente per bocca, regia di, Gary Oldman (1997)
- Breakdown - La trappola, regia di Jonathan Mostow (1997)
- Prove d'accusa, regia di Erin Dignam (1997)
- La follia di Henry, regia di Hal Hartley (1998)
- I visitatori 2 - Ritorno al passato, regia di Jean-Marie Poirè (1998)
- Pokémon il film - Mewtwo colpisce ancora, regia di Kunihiko Yuyama e Michael Haigney (1998)
- La cena dei cretini, regia di Francis Veber (1998)
- Il fuggitivo della missione impossibile, regia di Pat Proft (1998)
- Nei panni dell'altra, regia di Pip Karmel (1999)
- La dea del successo, regia di Albert Brooks (1999)
- Pokémon 2 - La forza di uno, regia di Kunihiko Yuyama, Michael Haigney (1999)
- The Acid House, Paul McGuigan (1998)
- Cavalcando col diavolo, regia di Ang Lee (1999)
- American Pie, regia di Paul e Chris Weitz (1999)
- Nei panni dell'altra, regia di Pip Karmel (1999)
- La dea del successo, regia di Albert Brooks (1999)
- Il prezzo della libertà, regia di Tim Robbins (1999)
- Scarfies, regia di Robert Sarkies (1999)
- La neve cade sui cedri, regia di Scott Hicks (1999)
- The Blair Witch Project - Il mistero della strega di Blair, regia di Daniel Myrick e Eduardo Sánchez (1999)
- Il libro segreto delle streghe - Blair Witch 2, regia di Joe Berlinger (2000)
- I fiumi di porpora, regia di Mathieu Kassovitz (2000)
- Nove regine, regia di Fabián Bielinsky (2000)
- Sfida per la vittoria (El portero), regia di Gonzalo Suárez (2000)
- The Dancer, regia di Frédéric Garson (2000)
- American Psycho, regia di Mary Harron (2000)
- Ho solo fatto a pezzi mia moglie, regia di Alfonso Arau (2000)
- Hannibal, regia di Ridley Scott (2001)
- Black Symphony, regia di Pedro L. Barberto e Vicente J. Martin (2001)
- L'apparenza inganna, regia di Francis Veber (2001)
- Frankie e Ben - Una coppia a sorpresa, regia di Susan Seidelman (2001)
- La ragazza di Rio, regia di Christopher Monger (2001)
- The Center of the World, regia di Wayne Wang (2001)
- Killing Me Softly - Uccidimi dolcemente, regia di Chen Kaige (2002)
- Maial College, regia di Walt Becker (2002)
- Rain. regia di Katherine Lindberg (2002)
- Nido di vespe, regia di Florent Emilio Siri (2002)
- Sta' zitto... non rompere, regia di Francis Veber (2003)
- Mambo italiano, regia di Émile Gaudreault (2003)
- Japanese Story - Un viaggio, un amore, regia di Sue Brooks, (2003)
- Parva e il principe Shiva, regia di Milo Manara (2003)
- I fiumi di porpora 2 - Gli angeli dell'Apocalisse, regia di Olivier Dahan (2004)
- Sky Captain and the World of Tomorrow, regia di Kerry Conran (2004)
- Crash - Contatto fisico, regia di Paul Haggis (2004)
- Les choristes - I ragazzi del coro, regia di Christophe Barratier (2004)
- Masai Bianca, regia di Hermine Huntgeburth (2005)
- Primi amori, primi vizi, primi baci, regia di Olivier Nakache e Éric Toledano (2006)
- Captivity, regia di Roland Joffé (2007)
- Il cacciatore di aquiloni, regia di Marc Forster (2007)
- Paranormal Activity, regia di Oren Peli (2007)
- Sogni e delitti, regia di Woody Allen (2007)
- Blood Story, regia di Matt Reeves (2010)
- Insidious, regia di James Wan (2010)
- Attack the Block - Invasione aliena, regia di Joe Cornish (2011)
- Disconnect, regia di Henry Alex Rubin (2012)
- The Last Stand - L'ultima sfida, regia di Kim Ji-Woon (2013)
- Tutti pazzi in casa mia, regia di Patrice Leconte (2014)